# برق فانتوم

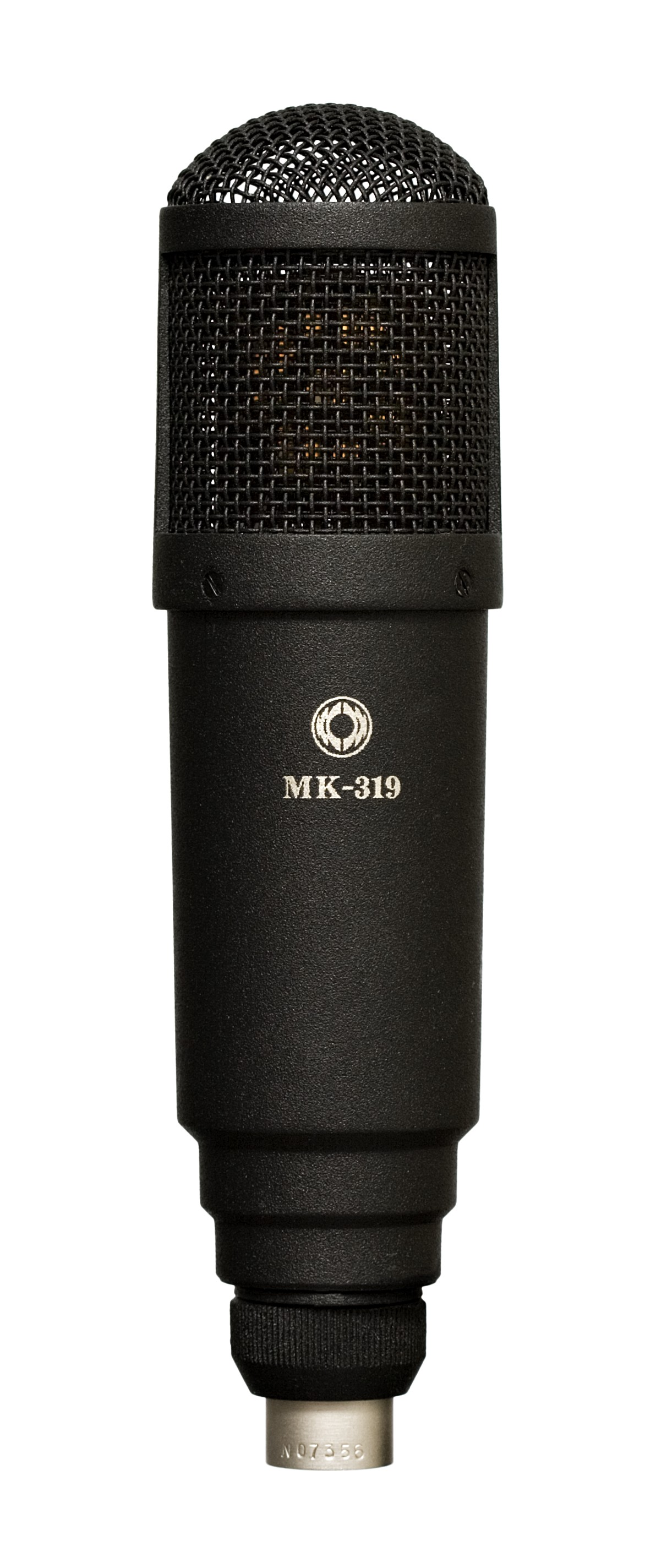
یک میکروفون خازنی برای تولید یک ولتاژ قطبنده DC و تأمین برق تقویت‌کننده داخلی مورد نیاز برای راه‌اندازی کابل‌های طولانی.

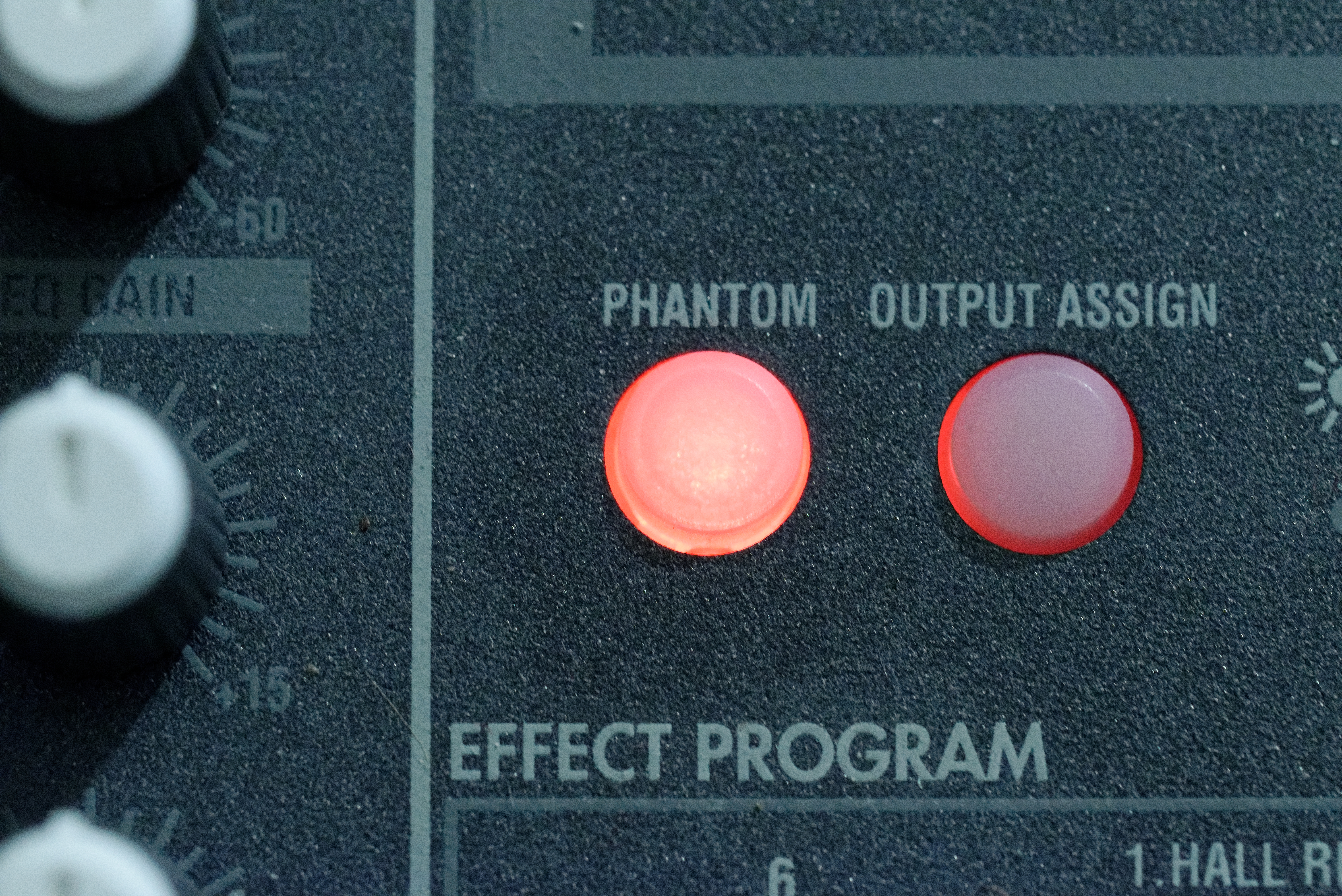
دکمه برق فانتوم و چراغ نشانگر

برق فانتوم (به انگلیسی: Phantom power) یا فانتوم پاور، در زمینه تجهیزات صوتی حرفه‌ای، برق DC است که به‌طور مساوی به هر دو سیم سیگنال در کابل‌های میکروفون متعادل اعمال می‌شود و یک مدار فانتوم را تشکیل می‌دهد تا میکروفون‌هایی را که حاوی مدارهای الکترونیکی فعال هستند به کار اندازد. این به عنوان منبع تغذیه مناسب برای میکروفون‌های خازنی شناخته شده است، اگرچه بسیاری از باکس‌های مستقیم فعال نیز از آن استفاده می‌کنند. این فن همچنین در کاربردهای دیگری استفاده می‌شود که در آن منبع تغذیه و ارتباط سیگنال از طریق همان سیم انجام می‌شود.
منابع تغذیه فانتوم اغلب در میزفرمان‌های صداآمیزی، پیش‌تقویت‌کننده‌های میکروفون و تجهیزات مشابه ساخته می‌شوند. میکروفون‌های خازنی متداول علاوه بر تغذیه مدار میکروفون، از برق فانتوم برای قطبیده کردن (به انگلیسی: polarizing) عنصر مبدل میکروفون نیز استفاده می‌کنند.

## استانداردها
کمیته استانداردهای کمیسیون بین‌المللی الکتروتکنیک «سامانه‌های چندرسانه‌ای – راهنمای ویژگی‌های توصیه‌شده رابط‌های آنالوگ برای دستیابی به هم‌کنش‌پذیری» (IEC 61938:2018) پارامترهایی را برای تحویل برق فانتوم میکروفون مشخص می‌کند. سه نوع توسط سند تعریف شده است: P12، P24 و P48. علاوه بر این، دو نوع اضافی (P12L و SP48) برای کاربردهای تخصصی ذکر شده است. اکثر میکروفون‌ها اکنون از استاندارد P48 استفاده می‌کنند (حداکثر توان موجود ۲۴۰ میلی-وات است). اگرچه سامانه‌های ۱۲ و ۴۸ ولت هنوز در حال استفاده هستند، استاندارد یک منبع تغذیه ۲۴ ولتی را برای سامانه‌های جدید توصیه می‌کند.

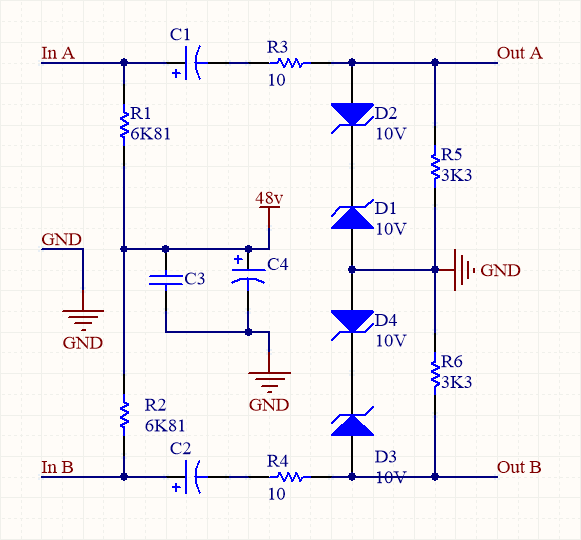
یکی از روش‌های تأمین برق فانتوم. یک میکروفون یا دستگاه دیگر می‌تواند برق DC را از هر خط سیگنال به پایانه زمین دریافت کند، و دو خازن مانع از ظاهر شدن این DC در خروجی می‌شود. R1 و R2 برای فانتوم ۴۸ ولتی "P48" باید 6.81k اهم باشد.R3 تا ۶ و دیودهای زنر ۱ تا ۴ عمداً خروجی‌ها را روی ۱۰± ولت برش می‌دهند تا مدار بعدی را از گذارهای اختلاف پتانسیل بزرگ محافظت کنند.

## برق فانتوم دیجیتال
میکروفن‌های دیجیتال مطابق با استاندارد AES 42 ممکن است با برق فانتوم ۱۰ ولت ارائه شوند که هم روی سیم‌های صوتی و هم روی زمین قرار می‌گیرند. این منبع می‌تواند تا ۲۵۰ میلی‌آمپر را به میکروفون‌های دیجیتال ارائه دهد. یک تغییر کلیدی از کانکتور ایکس‌ال‌آر معمول، کانکتور ایکس‌ال‌دی، ممکن است برای جلوگیری از تعویض تصادفی دستگاه‌های آنالوگ و دیجیتال استفاده شود.

## سایر فنون‌های تغذیه میکروفون
برق-تی (به انگلیسی: T-power) که با نام تغذیه ای-بی (به انگلیسی: A-B powering) یا T12 نیز شناخته می‌شود، که در DIN 45595 توضیح داده شده است، جایگزینی برای برق فانتوم است که هنوز به‌طور گسترده در دنیای تولید صدای فیلم استفاده می‌شود. بسیاری از میکسرها و ضبط کننده‌های در نظر گرفته شده برای آن بازار دارای گزینه برق-تی هستند. این روش منسوخ تلقی می‌شود زیرا نویز منبع تغذیه به سیگنال صوتی خروجی اضافه می‌شود. بسیاری از میکروفون‌های قدیمی‌تر سِنهایزر و شوپْس از این روش تغذیه استفاده می‌کنند، اگرچه ضبط‌کننده‌ها و میکسرهای جدیدتر این گزینه را حذف می‌کنند. مبدل‌های استوانه‌ای و منابع تغذیه اختصاصی برای قرار دادن میکروفون‌های با برق-تی ساخته شده‌اند. در این طرح ۱۲ ولت از طریق  مقاومت‌های ۱۸۰ اهم بین پایانه «گرم» میکروفون (ایکس‌ال‌آر ۲ پایه) و ترمینال «سرد» میکروفون (ایکس‌ال‌آر ۳ پایه) اعمال می‌شود. این منجر به اختلاف پتانسیل ۱۲ ولتی با قابلیت جریان قابل توجهی در بین پایه‌های ۲ و ۳ می‌شود که در صورت اعمال بر روی یک میکروفون دینامیکی یا نواری، احتمالاً باعث آسیب دائمی می‌شود.
برق-افزایه (به انگلیسی: Plug-in-power) (PiP) جریان‌کم با منبع ۳–۵ ولت در جک میکروفون برخی از تجهیزات مصرفی است، مانند ضبط کننده‌های قابل حمل و کارت‌های صدای رایانه ارائه می‌شود. همچنین در IEC 61938 تعریف شده است. برخلاف برق فانتوم است زیرا یک رابط نامتعادل با ولتاژ پایین (حدود ۵+ ولت) متصل به رسانای سیگنال با برگشت از طریق روکش؛ برق DC با سیگنال صوتی میکروفون مشترک است. یک خازن برای مسدود کردن DC از مدارهای فرکانس صوتی بعدی استفاده می‌شود. اغلب برای تغذیه میکروفون‌های الکترت استفاده می‌شود که بدون برق کار نمی‌کنند. فقط برای تغذیه میکروفون‌هایی که به‌طور خاص برای استفاده با این نوع منبع تغذیه طراحی شده‌اند مناسب است. اگر این میکروفن‌ها از طریق مبدل ۳٫۵ میلی‌متری به به ایکس‌ال‌آر که شیلد ایکس‌ال‌آر را به روکش ۳٫۵ میلی‌متر متصل می‌کند، به برق فانتوم واقعی (۴۸ ولت) وصل شوند، ممکن است آسیب وارد شود. برق-افزایه توسط استاندارد ژاپنی CP-1203A:2007 پوشش داده شده است.
برق فانتوم گاهی توسط کارگران اویونیک برای توصیف ولتاژ بایاس DC مورد استفاده برای تغذیه میکروفون‌های هوانوردی استفاده می‌شود که از ولتاژ کمتری نسبت به میکروفون‌های صوتی حرفه‌ای استفاده می‌کنند. برق فانتوم مورد استفاده در این زمینه ۸–۱۶ ولت DC سری با  مقاومت ۴۷۰ اهمی (اسمی) همان‌طور که در استاندارد دی‌او-۲۱۴ RTCA Inc. مشخص‌شده، است. این میکروفون‌ها از میکروفن‌های زغالی مورد استفاده در روزهای اولیه هوانوردی و تلفنی که بر ولتاژ بایاس DC در عنصر میکروفون زغالی متکی بود، تکامل یافتند.

## استفاده‌های دیگر
برق فانتوم در کاربردهایی غیر از میکروفون نیز استفاده می‌شود:
- آنتن‌های فعال
- مبدل‌کاهشی با بلوک کم‌نویز
- تغذیه از طریق اترنت